# アイコーメディカル
株式会社アイコーメディカル（英: AIKO-MEDICAL Co., Ltd. ）は、愛知県小牧市に本社を置き給食受託事業（コントラクトフードサービス）を行う企業である。日清医療食品株式会社の完全子会社。

## 概要
1989年（平成元年）3月9日設立。病院や福祉施設のほか保育園や幼稚園の給食受託を行うほか、仕出しや飲食店の経営も行っている。

## 沿革
- 1989年（平成元年）3月9日 - 会社設立。
- 1992年（平成4年）4月 - 社団法人日本メディカル給食協会に加入。
- 2004年（平成16年）7月 - ISO 9001-HACCP認証を取得。
- 2005年（平成17年）4月21日 - 日本証券業協会グリーンシートに登録。
- 2006年（平成18年）9月1日 - 子会社である株式会社さくらを存続会社とし、同じく子会社の有限会社アイコーメディカル中部および合資会社フードサプライを吸収合併。
- 2012年（平成24年）6月29日 - グリーンシート指定取消[3]。
- 2012年（平成24年）11月30日 - 日清医療食品株式会社の完全子会社となる[4]。

## 事業所
- 本社（愛知県小牧市）[1]
- 成田工場（千葉県富里市）[1]

## 加盟団体
- 社団法人日本メディカル給食協会[5]
- 社団法人日本給食協会サービス協会[6]